# Neil Colville
Neil Colville (* 4. August 1914 in Edmonton, Alberta; † 26. Dezember 1987) war ein kanadischer Eishockeyspieler und -trainer, der in seiner aktiven Zeit von 1929 bis 1950 unter anderem für die New York Rangers in der National Hockey League gespielt hat. Sein Bruder Mac war ebenfalls ein professioneller Eishockeyspieler.

## Karriere
Neil Colville begann seine Karriere als Eishockeyspieler in seiner Heimatstadt, in der er von 1929 bis 1934 für die Amateurmannschaften Enarcos, Canadians, Poolers und Athletic Club spielte. Nachdem er die Saison 1934/35 bei den New York Crescents verbracht hatte, schloss sich der Verteidiger zur folgenden Spielzeit den Philadelphia Ramblers aus der Canadian-American Hockey League an, mit denen er auf Anhieb den Meistertitel der Liga gewann. In der Saison 1935/36 gab er zudem sein Debüt für die New York Rangers aus der National Hockey League, bei denen er in der Folgezeit einer der Führungsspieler wurde. Sein größter Erfolg mit den Rangers, bei denen er zusammen mit seinem Bruder Mac spielte, war der Gewinn des Stanley Cups in der Saison 1939/40. Auch er selbst war erfolgreich und wurde 1939, 1940 und 1948 in das zweite All-Star Team der NHL gewählt.
Von 1942 bis 1945 diente Colville während des Zweiten Weltkriegs in der kanadischen Armee und war in Ottawa stationiert. Mit den dort ansässigen Ottawa Commandos gewann er 1943 als Mannschaftskapitän die kanadische Amateurmeisterschaft, den Allan Cup. Gegen Ende der Saison 1944/45 kehrte er nach einem kurzen Gastspiel bei den As de Québec zu den New York Rangers in die NHL zurück, für die er weitere vier Jahre auf dem Eis stand. Im Anschluss an die Saison 1949/50, die er bei den New Haven Ramblers in der American Hockey League verbracht hatte, beendete er seine aktive Karriere im Alter von 36 Jahren. Zur Saison 1950/51 übernahm er bei den New York Rangers das Amt des Cheftrainers. In seiner ersten Spielzeit verpasste er mit der Mannschaft die Playoffs. Nachdem er auch in der folgenden Spielzeit schwach mit dem Team gestartet war, wurde er nach 23 Spielen durch seinen Landsmann Bill Cook als Cheftrainer ersetzt. 1967 wurde er mit der Aufnahme in die Hockey Hall of Fame geehrt. Colville starb 1987 im Alter von 73 Jahren.

## Erfolge und Auszeichnungen
- 1936 CAHL-Meisterschaft mit den Philadelphia Ramblers
- 1939 NHL Second All-Star Team
- 1940 Stanley-Cup-Sieger mit den New York Rangers
- 1940 NHL Second All-Star Team
- 1943 Allan-Cup-Sieger mit den Ottawa Commandos
- 1948 NHL Second All-Star Team
- 1967 Aufnahme in die Hockey Hall of Fame